# مركز سوجو تشونغنان
مركز سوجو تشونغنان هي ناطحة سحاب قيد الإنشاء تقع في سوجو،الصين. يبلغ ارتفاع البرج 499 متر،بدأ إنشاء البرج في 2019 ومن المخطط الانتهاء منه في 2026.
مركز سوجو تشونغنان هو مركز تجاري يقع في مدينة سوجو في الصين، ويعد واحدًا من أكبر المراكز التجارية في المنطقة. يمثل هذا المركز جزءًا من النمو الكبير في الاقتصاد الصيني ويعتبر من أفضل الوجهات للـ تسوق في سوجو.
سوجو
الصين